# Temporada 1888-1889 del Liceu
La temporada 1888-1889 el Liceu tornava a acumular divos, i en aquest cas cinc divos tenors: Julián Gayarre, Roberto Stagno, Emilio de Marchi, Franco Cardinali i Leopoldo Signoretti. El gener de 1889 el matrimoni Gemma Bellincioni i Roberto Stagno aconseguia amb el Roméo et Juliette de Gounod un dels èxits més grans de la seva carrera.
| Temporada 1888-1889 del Liceu |                     |                                                           |                   | |           |                                                   |
| Òpera                         | Compositor          | Director musical                                          | Director d'escena | Papers principals | Producció | Dates                                             |
| Africana                      | Giacomo Meyerbeer   |                                                           |                   | Adalgisa Gabbi, Julián Gayarre, Joaquim Aragó, Luis Visconti, Michele Riera |           | octubre                                           |
| Lucia di Lammermoor           | Gaetano Donizetti   |                                                           |                   | Clementine de Vere/Elvira Repetto-Trisolini, Josè Ramis/Edmond Vergnet, Emanuel Carbonell Villar/Eugeni Labán, Michele Riera |           | octubre                                           |
| La Favorita                   | Gaetano Donizetti   | Joan Goula (octubre; novembre)/Domènec Sànchez (desembre) |                   | Amelia Stahl (octubre; novembre), Emma Steinbach (desembre), Julián Gayarre (octubre; novembre), Francesc Lluch (8 desembre), Stefano Caylus (16 desembre), Eugeni Laban (octubre; novembre), Joaquim Aragó (desembre), Miquel Riera, Antoni Oliver, Josefina Huguet |           | 27, 30 octubre / 8, 18 novembre / 8?, 16 desembre |
| Lucrezia Borgia               | Gaetano Donizetti   |                                                           |                   | Adalgisa Gabbi, Emma Steinbach, Julián Gayarre, Luis Visconti |           | octubre                                           |
| Mefistofele                   | Arrigo Boito        |                                                           |                   | Adalgisa Gabbi/Gemma Bellincioni, Emma Steinbach, Julián Gayarre/Emilio De Marchi, Eugene Lorrain/Luis Visconti |           | octubre                                           |
| Mignon                        | Ambroise Thomas     |                                                           |                   | Estella De Vita, Elvira Montesoro, Francesco Baldini, Michele Riera |           | octubre                                           |
| Rigoletto                     | Giuseppe Verdi      | Joan Goula                                                |                   | Francesco Baldini (10 novembre) / Guglielmo Rubis (24 novembre; desembre), Eugeni Laban (novembre) / Joaquim Aragó (desembre), Elvira Repetto-Trisolini, Luis Visconti, Emma Steinbach                                                                               |           | 10, 24 novembre i 9 desembre                      |
| Lohengrin                     | Richard Wagner      | Joan Goula                                                |                   | Gemma Bellincioni, Emma Steinbach, Julián Gayarre, Eugeni Labán, Eugene Lorrain, Aristodemo Zanon |           | novembre                                          |
| Gioconda                      | Amilcare Ponchielli |                                                           |                   | Gemma Bellincioni, Pia Roluti, Giovannina Bardelli, Franco Cardinali/Emilio De Marchi, Joaquim Aragó, Luis Visconti |           | novembre                                          |
| La Traviata                   | Giuseppe Verdi      |                                                           |                   | Josefina De Senespleda/Gemma Bellincioni, Franco Cardinali, Paolo Lherie |           | novembre                                          |
| Ugonotti                      | Giacomo Meyerbeer   |                                                           |                   | Adalgisa Gabbi/Gemma Bellincioni, Elvira Repetto-Trisolini, Amelia Sthal/Pia Roluti, Julián Gayarre/Roberto Stagno, Eugeni Laban/Antonio Magini Coletti, Luis Visconti/Josep David, Michele Riera                                                                    |           | novembre                                          |
| Aida                          | Giuseppe Verdi      |                                                           |                   | Adalgisa Gabbi/Libia Drog, Emma Steinbach/Giovannina Bardelli, Franco Cardinali/Antonio Gambardella, Joaquim Aragó, Luis Visconti |           | desembre                                          |
| El barber de Sevilla          | Gioachino Rossini   | Joan Goula                                                |                   | Roberto Stagno, Aristide Fiorini, Elvira Repetto-Trisolini/Gemma Bellincioni, Antonio Magini-Coletti, Luis Visconti, Josefina Huguet |           | desembre                                          |
| Carmen                        | Georges Bizet       | Joan Goula                                                |                   | Pia Roluti, Gemma Bellincioni, Josefina Huguet, Emilio De Marchi, Joaquim Aragó |           | 17 de desembre                                    |
| Roméo et Juliette (en italià) | Charles Gounod      | Joan Goula                                                |                   | Gemma Bellincioni, Roberto Stagno, Antonio Magini-Colletti, Josefina Huguet, Michele Riera, Josep David |           | 5-6 de gener                                      |
| Lohengrin                     | Richard Wagner      |                                                           |                   | Gemma Bellincioni, Luisa Flotow, Leopoldo Signoretti, Joaquim Aragò, Michele Riera |           | gener                                             |
| Un ballo in maschera          | Giuseppe Verdi      | Joan Goula                                                |                   | Emilio De Marchi, Joaquim Aragó, Libia Drog, Louise Flotow, Luisa Fons, Domènec Campins, Luis Visconti, Miquel Riera, Climent Calvet |           | 22 gener                                          |
| Lucia di Lammermoor           | Gaetano Donizetti   |                                                           |                   | Elvira Repetto-Trisolini/Luisa Fons, Edmond Vergnet/Joan Ramis/Leopoldo Signoretti, Eugeni Laban/Manuel Villar Carbonell, Michele Riera, Anton Olivier, Josep Massip, Conception Arrieta                                                                             |           | gener                                             |
| La Traviata                   | Giuseppe Verdi      |                                                           |                   | Gemma Bellincioni, Francesco Cardinali/Luciano Gasparini, Joaquim Aragó/Eugeni Laban |           | febrer                                            |
| Lohengrin                     | Richard Wagner      | Joan Goula                                                |                   | Medea Borelli, Franceschina Guidotti, Francesc Viñas, Eugeni Laban, Michele Riera, Jaime Bachs |           | 24 d'abril                                        |
| Il trovatore                  | Giuseppe Verdi      | Domènec Sánchez                                           |                   | Eugeni Laban, Medea Borelli, Emma Leonardi, Albert Guille, Domènec Campins, Concepción Arrieta, Antoni Oliver, Climent Calvet |           | 27 abril                                          |
| Carmen                        | Georges Bizet       | Joan Goula                                                |                   | Lison Frandin, Emilio De Marchi, Jaume Bachs, Linda Brambilla, Angelina Pelayo |           | abril                                             |
| Faust                         | Charles Gounod      |                                                           |                   | Medea Borelli, Magdalena Fabregas, Oreste Gennari, Eugeni Laban, Josep David |           | abril                                             |
| Africana                      | Giacomo Meyerbeer   |                                                           |                   | Franceschina Guidotti, Linda Brambilla, Emilio De Marchi, Eugeni Laban, Josep David, Michele Riera |           | maig                                              |
| Los Amantes de Teruel         | Tomás Breton        |                                                           |                   | Medea Borelli, Emma Leonardi, Fernando Valero, Eugeni Laban, Michele Riera |           | maig                                              |
| Lucia di Lammermoor           | Gaetano Donizetti   |                                                           |                   | Jaume Bachs |           | primavera                                         |
| Mignon                        | Ambroise Thomas     |                                                           |                   | Lison Frandin, Linda Brambilla, Emilio De Marchi |           |                                                   |